# Luohttojávrre
Luohttojávrre, enligt tidigare ortografi Luottojaure, är en sjö i Jokkmokks kommun i Lappland och ingår i Luleälvens huvudavrinningsområde. Sjön har en area på 0,182 kvadratkilometer och ligger 1 193 meter över havet. Luohttojávrre ligger i Sarek Natura 2000-område.

## Delavrinningsområde
Luohttojávrre ingår i det delavrinningsområde (746346-157786) som SMHI kallar för Ovan Nåitejåkåtj. Medelhöjden är 1 235 meter över havet och ytan är 79,66 kvadratkilometer. Det finns inga avrinningsområden uppströms utan avrinningsområdet är högsta punkten. Sarvesjåhkå som avvattnar avrinningsområdet har biflödesordning 5, vilket innebär att vattnet flödar genom totalt 5 vattendrag innan det når havet efter 328 kilometer. Avrinningsområdet består mestadels av kalfjäll (85 procent). Avrinningsområdet har 0,18 kvadratkilometer vattenytor vilket ger det en sjöprocent på 0,2 procent. Delavrinningsområdet täcks till 14,37 procent av glaciärer, med en yta av 11,4519 kvadratkilometer.